# Taxa marginal de substituição
Em microeconomia, a taxa marginal de substituição do bem A pelo bem B, representado por TMgS (B,A), mede a taxa à qual o consumidor está propenso a substituir o bem A pelo bem B . Em outras palavras, esta taxa mede uma troca: o número de unidades do bem B (adquiridas) por unidade do bem A (sacrificada), desde que a troca busca mantenha o mesmo nível de satisfação (utilidade) do consumidor.
Esse nível de satisfação é representado matematicamente por uma utilidade, cuja imagem gráfica é chamada de mapa de curvas de indiferença. Cada ponto pertencentes a uma mesma curva de indeferença representa uma cesta composta por diferentes quantidades dos bens A e B, porém todas as cestas de uma mesma curva de indiferença apresentam a mesma utilidade para o consumidor. Entretanto, a cada ponto da curva (cada cesta) corresponde uma distinta taxa marginal de substituição.
A TMgS referente a uma cesta é dada pelo valor da derivada no ponto da curva de indiferença que representa a aludida cesta de bens (inclinação da reta tangente à curva naquele ponto). Dessa forma, a TMgS possui valor diferente para cada cesta representada pela curva, exceto em curvas de indiferença de bens substitutos ou complementares perfeitos, onde a TMgS é (localmente) constante.
A taxa marginal de substituição depende da quantidade de cada bem que o consumidor possui no momento. Por princípio intuitivo, afirma-se que cada nova unidade de um determinado bem possui menos utilidade do que a unidade imediatamente anterior. Para compreender esse conceito, basta imaginar alguém "matando a sede": o primeiro copo d'água possui maior utilidade (satisfação) do que o segundo, este maior do que o terceiro, e assim por diante. Isso mostra que a utilidade de um bem é decrescente.

## Análise matemática básica
Represente a função de utilidade como {\displaystyle U(x,y)}, onde U é a função de utilidade, x e y são bens.
Adicionalmente:
{\displaystyle {\color {Red}U_{x}=\partial U/\partial x}} = utilidade marginal com respeito ao bem x
{\displaystyle {\color {OliveGreen}U_{y}=\partial U/\partial y}} = utilidade marginal com respeito ao bem y
Ao tomarmos a Diferencial total da função de utilidade, obtém-se:
{\displaystyle \ dU={\color {Red}\partial U/\partial x}dx+{\color {OliveGreen}\partial U/\partial y}dy}, ou, substituindo,  {\displaystyle \ dU={\color {Red}U_{x}}dx+{\color {OliveGreen}U_{y}}dy}
Considerando a Derivada total da função de utilidade com respeito ao bem x,
{\displaystyle {\frac {dU}{dx}}=U_{x}{\frac {dx}{dx}}+U_{y}{\frac {dy}{dx}}}, ou seja,  {\displaystyle {\frac {dU}{dx}}=U_{x}.1+U_{y}{\frac {dy}{dx}}}.
Em qualquer ponto da curva de indiferença temos dU/dx = 0, porque U = c, onde c é uma constante. Então:
Falhou a verificação gramatical (SVG (MathML pode ser ativado através de uma extensão do ''browser''): Resposta inválida ("Math extension cannot connect to Restbase.") do servidor "http://localhost:6011/pt.wikipedia.org/v1/":): {\displaystyle  0 = U_x + U_y\frac{dy}{dx}}
, rearrumando,  {\displaystyle -{\frac {dy}{dx}}={\frac {\color {Red}U_{x}}{\color {OliveGreen}U_{y}}}}
A taxa marginal de substituição é definida como menos a inclinação da curva de indiferença para qualquer cesta de bens que se considere (lado esquerdo da equação acima). Dessa maneira, ela se torna igual à razão entre as utilidades marginais de x e y:
Falhou a verificação gramatical (SVG (MathML pode ser ativado através de uma extensão do ''browser''): Resposta inválida ("Math extension cannot connect to Restbase.") do servidor "http://localhost:6011/pt.wikipedia.org/v1/":): {\displaystyle \ TMgS_{xy}=}
Falhou a verificação gramatical (SVG (MathML pode ser ativado através de uma extensão do ''browser''): Resposta inválida ("Math extension cannot connect to Restbase.") do servidor "http://localhost:6011/pt.wikipedia.org/v1/":): {\displaystyle {\color{Red}-U_x}\over{\color{OliveGreen}U_y}}
 Falhou a verificação gramatical (SVG (MathML pode ser ativado através de uma extensão do ''browser''): Resposta inválida ("Math extension cannot connect to Restbase.") do servidor "http://localhost:6011/pt.wikipedia.org/v1/":): {\displaystyle =}
 Falhou a verificação gramatical (SVG (MathML pode ser ativado através de uma extensão do ''browser''): Resposta inválida ("Math extension cannot connect to Restbase.") do servidor "http://localhost:6011/pt.wikipedia.org/v1/":): {\displaystyle {\color{Red}-\partial U/\partial x}\over{\color{OliveGreen}\partial U/\partial y}}
.

## Propriedades
Quando os consumidores maximizam utilidade sujeitos a uma restrição orçamentária, a curva de indiferença é tangente à reta orçamentária, que representa as cestas de bens que custam exatamente a renda do consumidor, ou seja, considerando a renda m e os preços {\displaystyle p_{x}} e {\displaystyle p_{y}}:
{\displaystyle \ m=p_{x}x+p_{y}y}    é, por definição, a reta orçamentária. Então:
{\displaystyle \ y={\frac {m}{p_{y}}}-{\frac {p_{x}}{p_{y}}}x}
Mas a TMgS tangencia a reta orçamentária, possuindo a mesma inclinação dela nesse ponto: {\displaystyle TMgS_{xy}=-dy/dx}, ou seja, {\displaystyle TMgS_{xy}=p_{x}/p_{y}}. Dessa forma, quando o consumidor escolhe a cesta que maximiza sua utilidade, dentro de sua restrição orçamentária,
Falhou a verificação gramatical (SVG (MathML pode ser ativado através de uma extensão do ''browser''): Resposta inválida ("Math extension cannot connect to Restbase.") do servidor "http://localhost:6011/pt.wikipedia.org/v1/":): {\displaystyle \ U_x/U_y=p_x/p_y }

{\displaystyle \ U_{x}/p_{x}=U_{y}/p_{y}}
Este resultado importante nos diz que o consumidor maximiza utilidade ao alocar os recursos orçamentários de tal maneira que mantenha a mesma razão entre a utilidade marginal e preços para todos os bens.
A intuição econômica por trás desse resultado é que o consumidor maximiza utilidade ao igualar: i) a razão de troca dada pelo mercado, {\displaystyle _{\frac {p_{x}}{p_{y}}}}, que informa o custo de oportunidade da aquisição de uma unidade de x em termos de {\displaystyle _{\frac {p_{x}}{p_{y}}}} unidades do bem y; e ii) a razão entre as utilidades marginais de x e y, que é a taxa marginal de substituição, a quantidade que o consumidor abre mão no consumo de y para consumir mais de x, permanecendo com o mesmo nível de satisfação, ou seja, permanecendo na mesma curva de indiferença.
- Num ótimo interior (ou seja, que não é de canto), a taxa marginal de substituição entre quaisquer dois bens deve ser igual à razão entre seus preços[2]

{\displaystyle {\frac {\color {Red}\partial U/\partial x}{\color {OliveGreen}\partial U/\partial y}}={\frac {p_{x}}{p_{y}}}}

## Equilíbrio econômico
Quando as taxas marginais de substituição entre o bem x e o bem y forem diferentes para dois consumidores (consumidor {\displaystyle {\color {RubineRed}i}} e consumidor {\displaystyle {\color {RoyalBlue}j}}), isso significa que o consumidor "i" confere maior valor a um bem, enquanto o indivíduo "j" confere maior valor a outro. Nessa situação, há espaço para uma troca mutuamente benéfica (ou seja, uma melhora de Pareto). 
O equilíbrio econômico é atingido quando a taxa marginal de substituição entre cada par de bens é igual para todos os consumidores. Matematicamente, portanto, teremos:
| Fórmula matemática | Interpretação |
| --- | --- |
| :{\displaystyle \ TMgS_{xy}^{\color {RubineRed}i}=}{\displaystyle \ TMgS_{xy}^{\color {RoyalBlue}j}} | No equilíbrio econômico, a taxa marginal de substituição entre os bens x e y, para o consumidor {\displaystyle {\color {RubineRed}i}}, é idêntica á taxa marginal de substituição entre os mesmos bens para o consumidor {\displaystyle {\color {RoyalBlue}j}}                                                                       |
| {\displaystyle \left({\frac {\color {Red}U_{x}}{\color {OliveGreen}U_{y}}}\right)^{\color {RubineRed}i}}{\displaystyle =} {\displaystyle \left({\frac {\color {Red}U_{x}}{\color {OliveGreen}U_{y}}}\right)^{\color {RoyalBlue}j}} | Como a taxa marginal de substituição é igual entre a razão entre as utilidades marginais, o equilíbrio econômico também pode ser entendido como: a razão entre as utilidades marginais para dos bens y e y, para o {\displaystyle {\color {RubineRed}i}}, deve ser igual à razão do consumidor {\displaystyle {\color {RoyalBlue}j}} |

## A Taxa Marginal de Substituição Técnica
A taxa marginal de substituiçaõ técnica é a taxa analoga a TMgS para o lado da oferta, em um mercado. Essa taxa representa o que uma empresa pode substituir de um fator produtivo por outro, mantendo o mesmo nível de produção. Num mapa de curvas isoquantas a Taxa Marginal de Substituição Técnica, é dada, assim como a TMgS, pela inclinação da curva que passa no ponto que representa da referida combinação de fatores de produção.